# Ludwig Ghidi
Ludwig Ghidi (ur. 28 sierpnia 1992 roku) – belgijski kierowca wyścigowy.

## Kariera
Ghidi rozpoczął karierę w międzynarodowych wyścigach samochodowych w 2007 roku od startów w Formule Azzura. Z dorobkiem trzech punktów został sklasyfikowany na siedemnastej pozycji w końcowej klasyfikacji kierowców. W późniejszym okresie Belg pojawiał się także w stawce Europejskiego Pucharu Formuły Gloria, edycji zimowej Włoskiej Formuły 2000 Light, Gloria Scouting Cup, Włoskiej Formuły 2000 Light, Europejskiego Pucharu Formuły Renault 2.0 oraz Północnoeuropejskiego Pucharu Formuły Renault 2.0.